# Отпетые мошенницы
«Отпетые мошенницы» — комедийный фильм Криса Эддисона. В главных ролях: Энн Хэтэуэй и Ребел Уилсон. Ремейк фильмов «Сказки на ночь» (1964) с Дэвидом Нивеном и Марлоном Брандо и «Отпетые мошенники» (1988) с Майклом Кейном и Стивом Мартином.

## Сюжет
Пенни Руст — молодая мелкая аферистка, обманным путём заставляющая мужчин давать ей деньги. Жозефина Честерфилд — молодая опытная мошенница, обманывающая самых богатых людей мира. У обеих есть кумир — легендарная неизвестная аферистка «Медуза».
Две мошенницы впервые встретились во время путешествия по Французской Ривьере. Пенни узнает, что её обманула Жозефина, однако уговаривает её научить приёмам мошенничества.
Жозефина и Пенни проводят махинации против многих богатых людей под общим названием «Властелин колец», воруя кольца. План успешен, но Жозефина отказывается платить Пенни, потому что она ученица. В запале Пенни и Жозефина делают ставку в размере 500 000 долларов (это весь капитал Пенни, Жозефина намного богаче — у неё почти 30 миллионов), используя в качестве жертвы молодого миллиардера Томаса Вестербурга, создателя успешного мобильного приложения под названием YaBurnt.
Пенни притворяется слепой, чтобы Томас её заметил, поскольку его бабушка тоже была слепой. В то же время Жозефина представляет собой выдающуюся окулистку и предлагает «лечить» Пенни, используя неортодоксальные методы. Это происходит для того, чтобы сблизиться с Томасом. Пенни использует соболезнования, полученные несколькими женщинами в клубе, чтобы подстеречь Жозефину в ванной комнате, когда она проводит время наедине с Томасом. В то время она узнает, что Томас — вовсе не миллиардер (как изначально предполагалось), и что он намерен отдать на лечение Пенни свои последние деньги.
Пенни сообщает Жозефине, что ставка снята, поскольку у неё появились некоторые чувства к Томасу. А Жозефина меняет ставку с кражи денег Томаса на кражу его чувств. Чтобы удержать её, Жозефина говорит женщинам, что Пенни солгала о том, что слепа, и они приклеивают её руку к стене.
Позже Жозефина появляется в гостиничном номере Томаса, пытаясь соблазнить его. Пенни узнаёт от гостиничного сервиса, что Жозефина не выходила из его комнаты, потому предполагает, что они занимались сексом.
На следующее утро Томас признается Пенни, что он заплатил за её лечение, но должен покинуть Францию. Пенни возвращает ему 500 тысяч долларов, он отказывается (переводит обратно на её счёт), однако она настаивает и возвращает обратно, он улетает самолётом.
Жозефина догоняет Пенни и рассказывает, что они с Томасом тогда не занимались сексом и что он обманул её, сагитировав инвестировать 500 000 долларов в его компанию. Тут Пенни понимает, что она тоже была обманута им — Томас сообщает через текстовое сообщение, что его бабушка была той самой мошенницей «Медузой», хотя его чувства к Пенни и были искренними. Обе женщины в бешенстве.
Через две недели Пенни покидает резиденцию Жозефины. С симпатии, Жозефина таки отдаёт ей долю от общей аферы «Повелитель колец». Их прощание обрывается, когда возвращается Томас. Он предлагает им работать вместе, чтобы заработать ещё больше денег, на что Жозефина и Пенни соглашаются. Затем они вместе проводят успешную аферу во время рождественских праздников, а Пенни и Томас восстанавливают свои отношения.

## В ролях[5]
| Актёр             | Роль                |
| ----------------- | ------------------- |
| Энн Хэтэуэй       | Жозефина Честерфилд |
| Ребел Уилсон      | Пенни               |
| Тим Блейк Нельсон | портной             |
| Алекс Шарп        | Томас Вестербург    |
| Мина Райанн       | крупье              |
| Ингрид Оливер     | Брижит Дежарден     |
| Каспер Кристенсен | Матиас              |
| Эмма Дейвис       | Кэти                |
| Селин Абрахамс    | кассир              |
| Аарон Нил         | Амир                |

## Производство
В августе 2016 года стало известно, что кинокомпания Metro-Goldwyn-Mayer разрабатывает женский ремейк фильма 1988 года «Отпетые мошенники», который, в свою очередь, является ремейком фильма 1964 года «Сказки на ночь». Одну из главных ролей получила Ребел Уилсон. Продюсерами проекта стали Роджер Бирнбаум и Ребел Уилсон через свои студии Pin High Productions и Camp Sugar Productions соответственно. Джейк Шеффер написал сценарий для нового фильма.
В январе 2017 года стало известно рабочее название фильма — «Nasty Women», которое позднее было изменено на «The Hustle», а Энн Хэтэуэй получила роль соперницы героини Ребел Уилсон. К марту Крис Эддисон занял режиссёрское кресло. Этот фильм стал его дебютом в полнометражном кино. В августе того же года Алекс Шарп получил главную мужскую роль в фильме.
Съёмки начались в середине сентября 2017 года на Pinewood Studios и Shepperton Studios в Великобритании, а также прошли в аэропорту Фарнборо.

## Приём критиками
На сайте Rotten Tomatoes фильм имеет рейтинг 13 %, основанный на 167 отзывах, со средней оценкой 3,9 из 10. На Metacritic средневзвешенная оценка составляет 35 из 100 на основе 28 рецензий.

### Сборы
Фильм собрал 35,4 млн долларов в США и Канаде, а также 62 миллиона долларов в мировом прокате, тем самым общие сборы составили 97,4 млн долларов при производственном бюджете в 21 миллион долларов. Согласно отчётам MGM о доходах за второй квартал 2020 года, фильм принёс студии чистую прибыль.